# Lispocephala mauiensis
Lispocephala mauiensis är en tvåvingeart som beskrevs av Hardy 1981. Lispocephala mauiensis ingår i släktet Lispocephala och familjen husflugor. Inga underarter finns listade i Catalogue of Life.